# VDI 2230
Die VDI-Richtlinie VDI 2230 „Systematische Berechnung hochbeanspruchter Schraubenverbindungen“ entstand erstmals im Jahr 1977 im Fachbereich Konstruktion Ausschuss Schraubenverbindungen des Vereins Deutscher Ingenieure und wird heute vom Fachbereich Produktentwicklung und Mechatronik geführt. Seitdem wurde diese laufend erweitert, angepasst und ist in den Sprachen Deutsch und Englisch verfasst. Sie bietet eine gut strukturierte und verlässliche Art des Nachweises von Einschraubenverbindungen. Im Vergleich zu anderen Normen und Richtlinien bietet die VDI 2230 unter anderem die Besonderheit, Einschraubverbindungen zu bewerten, welche z. B. nicht von der EN 1993 abgedeckt werden. Bei diesen Verbindungen ist das Gewinde im Grundmaterial eines Bauteils eingeschnitten, wie z. B. in einer Kopfplatte.
Die Richtlinie beschreibt den anerkannten Stand der Technik und gliedert sich in zwei Teile:
- Blatt 1: zylindrische Einschraubenverbindungen (2015-11)[2]
- Blatt 2: Mehrschraubenverbindungen (2014-12)[3]
- Blatt 3: Hinweise zur sicheren Montage von Schraubenverbindungen (Entwurf 2024-07)

## Blatt 1: Zylindrische Einschraubenverbindungen
Dieser Teil der Richtlinie zeigt unter den Randbedingungen Funktion, Belastung, Geometrie, Werkstoffe, Festigkeitsklassen, Oberflächen, Anziehverfahren, Anziehgeräte eine Reihe von Rechenschritten auf, die zu einer betriebssicheren Auslegung einer Schraubenverbindung führen.
Vorgaben:
- R0 Nenndurchmesser, Grenzabmessung
- R1 Anziehfaktor
- R2 Mindestklemmkraft
- R3 Aufteilung der Betriebskraft / Kraftverhältnis

Verspannungsdreieck:
- R4 Vorspannkraftänderungen
- R5 Mindestmontagevorspannkraft
- R6 Maximalmontagevorspannkraft

Beanspruchungsfälle und Festigkeitsnachweise:
- R7 Montagebeanspruchung
- R8 Betriebsbeanspruchung
- R9 Schwingbeanspruchung
- R10 Flächenpressung
- R11 Einschraubtiefe
- R12 Gleiten, Abscheren
- R13 Anziehdrehmoment

## Blatt 2: Mehrschraubenverbindungen
Abhängig von äußeren Belastungen für Schraubenfelder werden Methoden erläutert, wie in diesen anteilige Belastungen für die einzelne Schraube im Schraubenfeld ermittelt werden können.
- asymmetrisches Schraubenfeld
- Balkenverbindung
- Flansch
- Kreisplatte
- Rechteckflansch (symmetrisches Schraubenfeld)

## Blatt 3 – Entwurf: Hinweise zur sicheren Montage von Schraubenverbindungen
Die Richtlinie ergänzt die Schraubenberechnung nach VDI 2230 Blatt 1 und Blatt 2 um eine ausführliche Darstellung und Beschreibung von Montageverfahren sowie Einflussfaktoren auf die Montage von Schraubverbindungen, insbesondere die Reibung. Blatt 3 liegt zur Zeit (Stand Oktober 2024) lediglich als Entwurf vor.